# Сеньория де Марчена

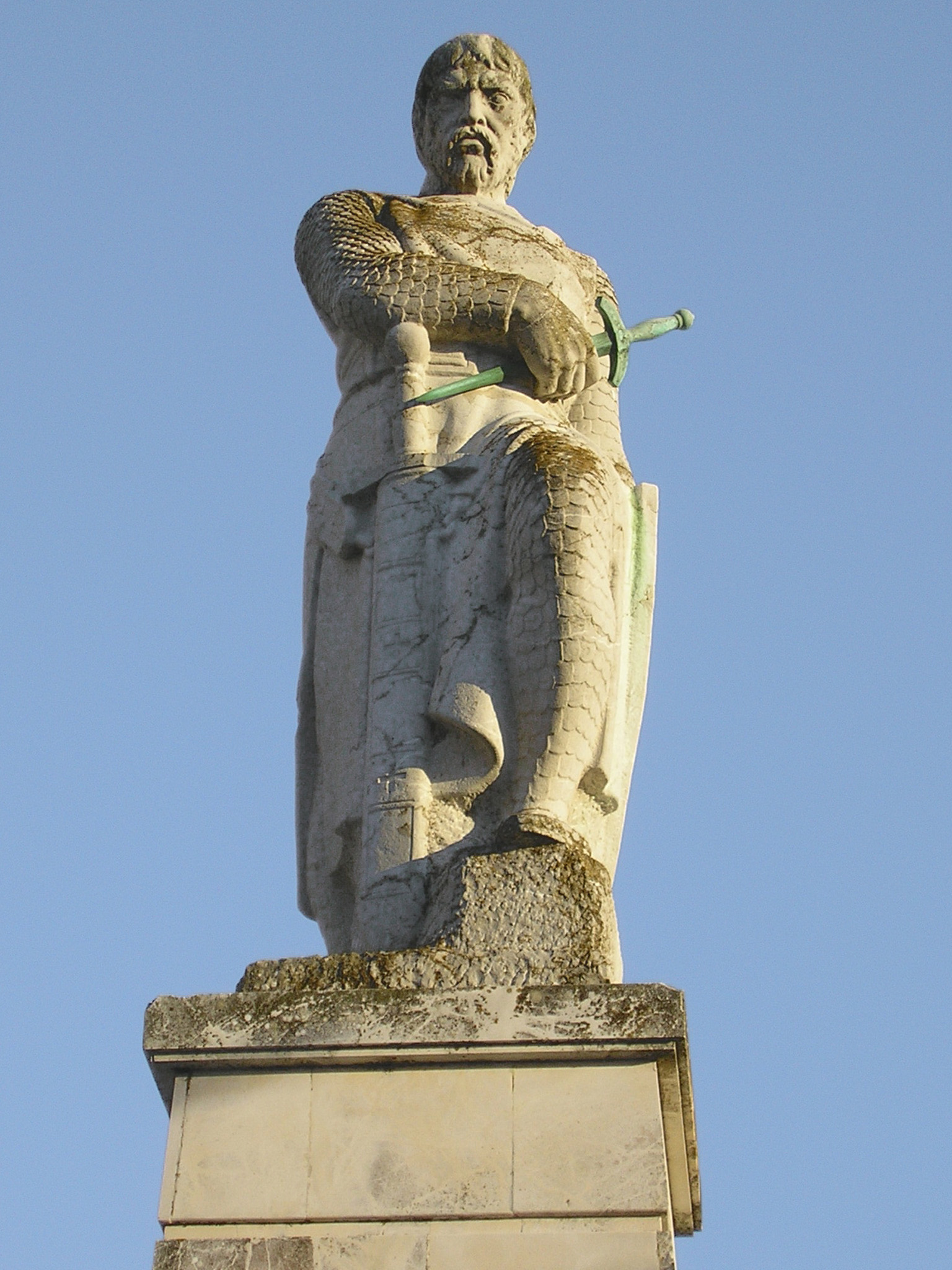
Памятник Алонсо Пересу де Гусману (1256—1309) в Тарифе

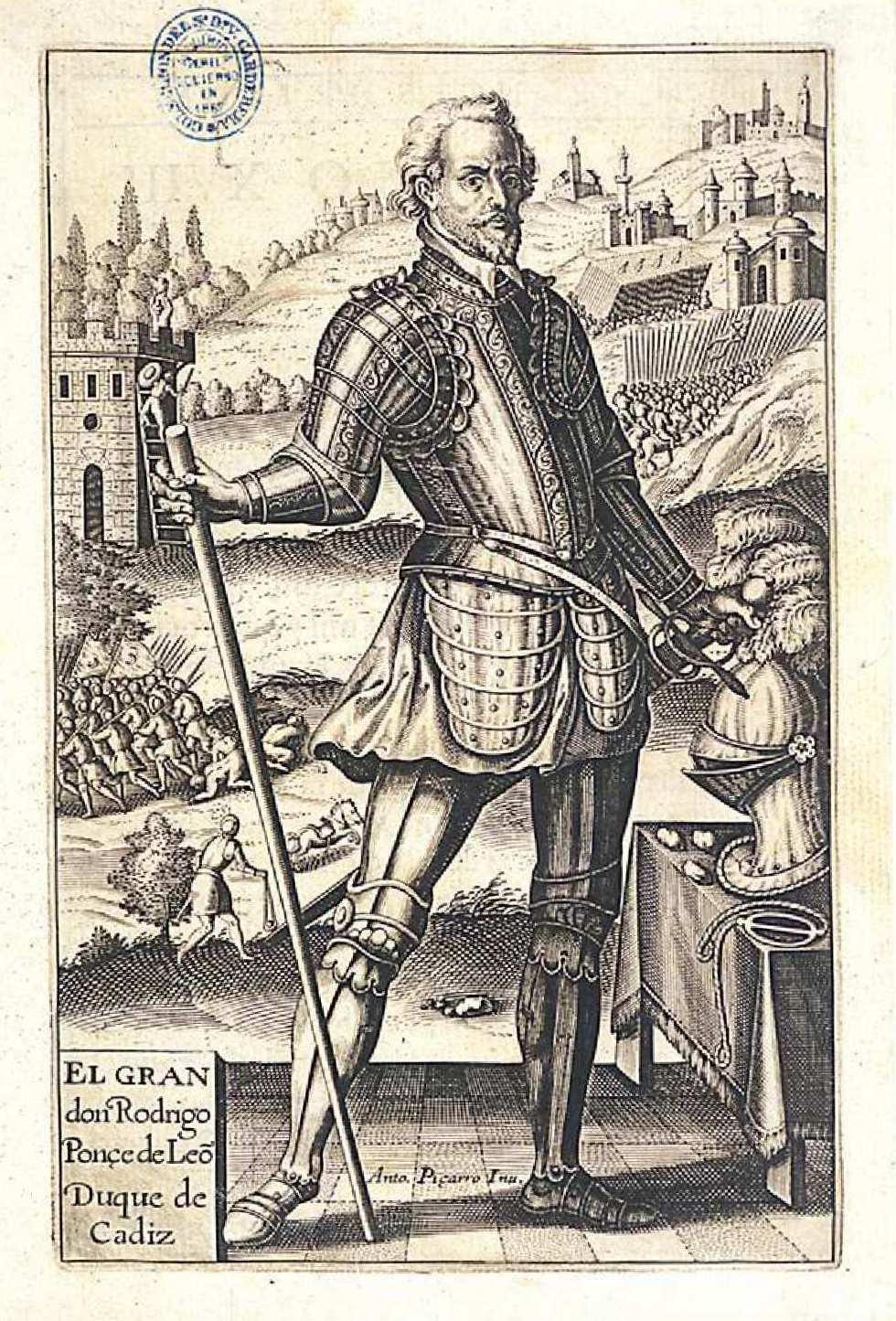
Родриго Понсе де Леон (1443—1492), 10-й сеньор де Марчена

Сеньория де Марчена — феодальное поместье Марчена, созданное в 1253 году для инфанта Луиса Кастильского (1243—1279), сына короля Кастилии Фернандо III от второго брака с Жанной де Даммартен.
Название титула происходит от названия муниципалитета Марчена, провинция Севилья, автономное сообщество Андалусия.

## История
В 1253 году инфант Луис Кастильский (1243—1279), получил во владение сеньории Марчена, Суэрос и Эсканьюэла. Ему наследовал его единственный сын, Луис Кастильский (1266—1301), 2-й сеньор де Марчена, а также сеньор де Бривьеска, Астудильо и Гатон. Затем сеньорией Марчена владел Алонсо Перес де Гусман (1256—1309), 1-й сеньор де Санлукар-де-Баррамеда.
В 1309 году король Кастилии Фернандо IV пожаловал сеньорию Марчена Фернандо Понсе де Леону (? — 1331), правнуку короля Леона Альфонсо IX. В дальнейшем его потомки владели сеньорией Марчена.

## Сеньоры де Марчена
- Инфант Луис Кастильский[исп.] (1243—1279), 1-й сеньор де Марчена (с 1253) и Суэрос, сын короля Кастилии Фернандо III и его второй супруги, Жанны де Даммартен.
- Луис Кастильский (1266—1301), 2-й сеньор де Марчена (1279—1301), Бривьеска, Астудильо и Гатон-де-Кампос, сын и преемник предыдущего.
- Алонсо Перес де Гусман эль-Буэно (1256—1309), 3-й сеньор де Марчена и 1-й сеньор де Санлукар-де-Баррамеда.
- Фернандо Понсе де Леон (? — 1331), 4-й сеньор де Марчена (1309—1331), зять предыдущего, сын Фернана Переса Понсе де Леона (? — 1291) и Урраки Гутьеррес де Менесес, правнук короля Леона Альфонсо IX.
- Педро Понсе де Леон эль-Вьехо (? — 1352), 5-й сеньор де Марчена (1331—1352), старший сын предыдущего и Изабель Перес де Гусман
- Хуан Понсе де Леон (? — 1367), 6-й сеньор де Марчена (1352—1367), старший сын предыдущего и Беатрис де Херика, правнучки короля Хайме I Арагонского.
- Педро Понсе де Леон[исп.] (ок. 1330—1387), 7-й сеньор де Марчена (1367—1387), младший брат предыдущего
- Педро Понсе де Леон (ок. 1360—1448), 8-й сеньор де Марчена (1387—1448) и 1-й граф де Аркос, старший сын предыдущего и Санчи де Аро, сеньоры де Байлен.
- Хуан Понсе де Леон и Айала (1400—1471), 9-й сеньор де Марчена (1448—1471), 2-й граф де Аркос, 1-й маркиз де Кадис. Сын предыдущего и Марии Лопес де Айала и Гусман.
- Родриго Понсе де Леон и Нуньес (1443—1492), 10-й сеньор де Марчена и 3-й граф де Аркос (1471—1492). Сын Хуана Понсе де Леона, 1-го маркиза де Кадис, от связи с Ленор Нуньес дель Прадо.